# Cudjoe Key
Cudjoe Key ist ein census-designated place (CDP) im Monroe County im US-Bundesstaat Florida. Das U.S. Census Bureau hat bei der Volkszählung 2020 eine Einwohnerzahl von 2.019 ermittelt.

## Geographie
Der CDP Cudjoe Key ist zugleich eine Insel, die den Florida Keys angehört. Sie liegt am Overseas Highway (U.S. 1, SR 5) und befindet sich etwa 30 km von Key West und 210 km von Miami entfernt.

## Demographische Daten
Laut der Volkszählung 2010 verteilten sich die damaligen 1763 Einwohner auf 1670 Haushalte. Die Bevölkerungsdichte lag bei 129,6 Einw./km². 97,8 % der Bevölkerung bezeichneten sich als Weiße, 0,5 % als Afroamerikaner, 0,4 % als Indianer und 0,5 % als Asian Americans. 0,2 % gaben die Angehörigkeit zu einer anderen Ethnie und 0,7 % zu mehreren Ethnien an. 6,0 % der Bevölkerung bestand aus Hispanics oder Latinos.
Im Jahr 2010 lebten in 14,8 % aller Haushalte Kinder unter 18 Jahren sowie 34,3 % aller Haushalte Personen mit mindestens 65 Jahren. 65,4 % der Haushalte waren Familienhaushalte (bestehend aus verheirateten Paaren mit oder ohne Nachkommen bzw. einem Elternteil mit Nachkomme). Die durchschnittliche Größe eines Haushalts lag bei 2,10 Personen und die durchschnittliche Familiengröße bei 2,43 Personen.
12,1 % der Bevölkerung waren jünger als 20 Jahre, 17,2 % waren 20 bis 39 Jahre alt, 35,3 % waren 40 bis 59 Jahre alt und 35,5 % waren mindestens 60 Jahre alt. Das mittlere Alter betrug 54 Jahre. 52,0 % der Bevölkerung waren männlich und 48,0 % weiblich.
Das durchschnittliche Jahreseinkommen lag bei 90.030 $, dabei lebten 7,0 % der Bevölkerung unter der Armutsgrenze.
Im Jahr 2000 war Englisch die Muttersprache von 94,43 % der Bevölkerung und spanisch sprachen 5,57 %.